# Liste immatrikulierter Studenten der Kaiserlichen Universität Dorpat
Diese Liste immatrikulierter Studenten der Kaiserlichen Universität Dorpat verzeichnet Studierende der Kaiserlichen Universität Dorpat, später Kaiserliche Universität Jurjew, inklusive Matrikelnummer und sortiert nach Matrikelnummer, soweit sie einen Artikel in der deutschsprachigen Wikipedia haben. 

## Liste
1. Georg Philipp August von Roth #4
2. Gustav Reinhold von Klot #14
3. Georg Carl von Jarmersted #25
4. Georg von Wrangel #40
5. Erdmann Gustav von Broecker #56
6. Johann Heinrich Rosenplänter #73
7. Carl Ludwig Wilpert #81
8. Karl Ludwig Grave #85
9. Johann Christian Moier #89
10. Johann Ludwig Ferdinand von Cube #171
11. Peter Wilhelm von Buxhoeveden #172
12. Johann Daniel von Braunschweig #193
13. Magnus Georg Paucker #198
14. Magnus Johann von Grotenhielm #263
15. Gottlieb Franz Emanuel Sahmen #282
16. Georg Adolph Dietrich Rauch #297
17. Alexander von Rennenkampff #305
18. Ernst von Rechenberg #311
19. Friedrich Parrot #321
20. Heinrich Hesselberg #324
21. Carl von Tiesenhausen #335
22. Friedrich Georg Wilhelm Struve #371
23. Burchard Heinrich von Wichmann #414
24. Karl Eduard von Napiersky #521
25. Karl Christian Ulmann #567
26. Karl Ernst von Baer #577
27. Gerhardt Wilhelm von Reutern #585
28. Peter von Goetze #595
29. Friedrich Wilhelm Rembert von Berg #599
30. Johann Friedrich Weisse #612
31. Carl Friedrich von Hippius #637
32. Johann Friedrich Heller #645
33. August Philipp Klara #661
34. Nikolai von Medem #683
35. Johann Lebrecht Eggink #689
36. Ludwig August Struve #693
37. Julius Walter #699
38. Carl Friedrich von der Borg #700
39. August Georg Wilhelm Pezold #736
40. Gustav Wilpert #759
41. Johann Friedrich Eschscholtz #762
42. Christian Heinrich Pander #766
43. Alexander Ernst von Riesemann #768
44. Woldemar Friedrich Karl von Ditmar #789
45. Friedrich Maczewski #798
46. Felician Martin von Zaremba #811
47. August Erich Kyber #846
48. Alexander von Sengbusch #847
49. Johann Engelbrecht Christoph von Grünewaldt #855
50. Carl Anton von Meyer #867
51. Friedrich Ernst Wagner #901
52. Carl Gehewe #939
53. Carl Reinthal #960
54. Alexander Heinrich Neus #966
55. Otto Girgensohn #977
56. Friedrich Nasackin #993
57. Albert Woldemar Hollander #1010
58. Julius von Paucker #1042
59. Adolph Theodor Kupffer #1045
60. Karl Johann von Seidlitz #1047
61. Carl Abraham Hunnius #1048
62. August Tiling #1129
63. Rudolph von Patkul #1148
64. Karl Friedrich Knorre #1161
65. Johann Gottlieb Fleischer #1174
66. Gustav Reinhold Taubenheim #1182
67. Gustav Heinrich Schüdlöffel #1195
68. Wilhelm von Lieven #1219
69. Friedrich Robert Faehlmann #1223
70. Alexander von Below #1267
71. Friedrich Georg von Bunge #1294
72. Gotthard August von Löwis of Menar #1296
73. Kristian Jaak Peterson #1299
74. Ernst Reinhold Hofmann #1303
75. Otto Magnus von Grünewaldt #1382
76. Ferdinand Walter #1406
77. Carl Körber #1443
78. Carl Gotthard Hammerbeck #1466
79. Eduard Ahrens #1480
80. Emil Lenz #1519
81. Carl Hermann Hesse #1565
82. Gregor von Helmersen #1571
83. August Wilhelm Buchholtz #1582
84. Alexander von Richter #1588
85. Alexander Friedrich von Hueck #1594
86. Julius von Seefeld #1604
87. Alexander Ossipowitsch Armfeld #1640
88. Alexander von Bunge #1641
89. Germain Henri Hess #1644
90. Peter August Poelchau #1650
91. Michael von Bulmerincq #1727
92. Alexander Julius Klünder #1766
93. Nikolai Michailowitsch Jasykow #1767
94. Johann Eduard Erdmann #1770
95. Eduard Haffner #1789
96. Dietrich Heinrich Jürgenson #1798
97. Johann Christian Luther #1827
98. Ferdinand Wiedemann #1876
99. Otto von Lilienfeld #1892
100. Eduard von Tiesenhausen #1894
101. Heinrich Blumenthal #1903
102. Christian August Berkholz #1909
103. Carl Johann Koch #1956
104. Robert Lenz #1967
105. Lionel Kieseritzky #2005
106. Julius von Hagemeister #2022
107. Ernst Rudolph von Trautvetter #2046
108. Julius Wilhelm Theophil von Richter #2060
109. Otto Moritz von Vegesack #2070
110. Friedrich Reinhold Kreutzwald #2132
111. Napoleon Asmuß #2155
112. Guido Samson von Himmelstjerna #2184
113. Paul Becker #2186
114. Wilhelm Christian Pantenius #2189
115. Friedrich Hinze #2203
116. Alexander von Ungern-Sternberg #2209
117. Gustav Heinrich Kirchenpauer #2228
118. Georg Julius von Schultz #2235
119. Carl Gottlob von Freytag-Loringhoven #2248
120. Rudolf Schulz #2259
121. Woldemar Friedrich Krüger #2288
122. Hugo Richard Paucker #2325
123. Carl Friedrich Keil #2334
124. Ernst August von Raison #2337
125. Georg Karl von Brevern #2353
126. Robert Heimbürger #2456
127. Carl Ferdinand Mickwitz #2464
128. Wladimir Iwanowitsch Dal #2468
129. Wilhelm Nikolai Böhtlingk #2471
130. Friedrich Heinrich Bidder #2501
131. Johann Kallmeyer #2516
132. Petro Redkin #2542
133. Nikolai Iwanowitsch Pirogow #2544
134. Arend Berkholz #2621
135. Christian Heinrich von Wöhrmann #2625
136. Bernhard Heinrich Michelson #2662
137. Otto von Ewers #2682
138. Ernst Herrmann #2690
139. Wilhelm von Lenz #2729
140. Karl von Lesedow #2757
141. Carl von Hueck #2772
142. Wilhelm Gustav Becker #2774
143. Paul Woldemar von Everth #2815
144. Wladimir Alexandrowitsch Sollogub #2834
145. Victor Hehn #2857
146. Moritz Georg von Kautzmann #2870
147. Hermann Martin Asmuss #2901
148. Karl Heinrich Thielmann #2913
149. Alexander von Kieter #2964
150. Karl Eduard Miram #2988
151. Ernst Wilhelm Woldemar Schultz #3008
152. Alexander Theodor von Middendorff #3019
153. Theodor Struve #3136
154. Heinrich Julius Böthführ #3148
155. Alexander Lehmann #3172
156. Edward Żeligowski #3176
157. Nikolai Illarionowitsch Koslow #3237
158. Alexander von Schrenk #3264
159. Wiktor Iwanowitsch Grigorowitsch #3285
160. Ewald Sigismund Tobien #3318
161. Theodosius Harnack #3350
162. Alexei Nikolajewitsch Sawitsch #3354
163. Woldemar von Bock #3360
164. Ludwig Mercklin #3383
165. Robert Johann Dietrich Luther #3385
166. Karl von Lingen #3442
167. Theodor Beise #3469
168. Georg Berkholz #3514
169. Alexander Petrowitsch Walter #3525
170. Otto Wilhelm von Struve #3544
171. Theodor Friedrich Julius Basiner #3555
172. Leonhard von Napiersky #3564
173. Julius Ferdinand Mazonn #3572
174. Julius von Cube #3603
175. Wladimir Afanassjewitsch Karawajew #3611
176. Theodor von Boetticher #3614
177. Alexander von Mengden #3619
178. Martin Körber #3652
179. Wilhelm Döllen #3691
180. Bronisław Zaleski #3699
181. Constantin von Grewingk #3705
182. Peter von Maydell #3769
183. Paul von Lieven #3784
184. Karl von Paucker #3797
185. Nikolai Wassiljewitsch Waradinow #3832
186. Konrad August von Brasch #3840
187. Carl Walfried von Stern #3847
188. Mykola Hulak #3853
189. Heinrich Sylvester Theodor Tiling #3861
190. Leopold Arends #3905
191. Friedrich Alexander Buhse #4029
192. Carl Eugen von Mercklin #4030
193. Eduard Alexander von der Brüggen #4068
194. Alexander Faltin #4095
195. Tytus Chałubiński #4137
196. Leopold Otto #4143
197. Raimund Pacht #4153
198. Karl von Ditmar #4167
199. Wilhelm Greiffenhagen #4170
200. Ludwig Adolf Neugebauer #4180
201. Johannes von Holst #4214
202. Ludwig Schwarz #4234
203. August von Bulmerincq #4254
204. Georg von Oettingen #4278
205. Maurycy Krupowicz #4293
206. Ottomar Meykow #4300
207. Otto Moritz von Richter #4330
208. Julius Iversen #4347
209. Gotthard von Hansen #4351
210. Theodor Robert Grosewsky #4398
211. Karl Gustav Manitius #4414
212. Cornelius Laaland #4434
213. Georg von Gloy #4509
214. Leopold von Schrenck #4564
215. Karl Alexander von Wistinghausen #4583
216. Julius Otto Grimm #4605
217. Carl Schirren #4611
218. August von Sivers #4654
219. Edward Jürgens #4714
220. Ernst Reißner #4741
221. Johann Girard de Soucanton #4792
222. Georg Reinhold von Lilienfeld #4808
223. Alexander von Oettingen #4820
224. Karl Johann Maximowicz #4828
225. Constantin Gorski #4845
226. Friedrich von Boetticher #4870
227. August Johann Gottfried Bielenstein #4882
228. Gustav Flor #5021
229. Ferdinand Seraphim #5087
230. Filipp Wassiljewitsch Owsjannikow #5140
231. Johann Georg Otto von Grünewaldt #5218
232. Reinhold von Rehbinder #5292
233. Karl Wilhelm von Kupffer #5305
234. Friedrich Schmidt #5414
235. Hermann Adolf Alexander Schmidt #5467
236. Karl Nikolai von Nolcken #5541
237. Oleksandr Pol #5570
238. Alexander Strauch #5602
239. Jakub Natanson #5610
240. Julius von Szymanowski #5615
241. Arthur Boettcher #5620
242. Ferdinand Dietrich Nikolai Hoerschelmann #5627
243. Leopold von Pezold #5691
244. Alexander von Harder #5707
245. Eduard Georg von Wahl #5779
246. Rudolf Faltin #5825
247. Otto Panck #5833
248. Woldemar Friedrich Kentmann #5888
249. Friedrich Hollmann #5906
250. Eugen von Keyserling #5955
251. Emil Bretschneider #5984
252. Benedykt Dybowski #5999
253. Leonhard von Stryk #6031
254. James von Wilpert #6082
255. Arthur von Oettingen #6145
256. Karl Dannenberg #6184
257. Ernst Wilhelm Bursche #6246
258. Peter von Glehn #6286
259. Ernst von Bergmann #6296
260. Krišjānis Valdemārs #6309
261. Reinhold Guleke #6336
262. Leopold Hörschelmann #6355
263. Emil von Boetticher #6363
264. Eduard von Ungern-Sternberg #6368
265. August Albanus #6403
266. Heinrich von Kügelgen #6415
267. Anton von Rydzewski #6428
268. Aleksander Czekanowski #6437
269. Carl von Vetterlein #6468
270. Friedrich von Rosen #6471
271. Ludwig Stieda #6491
272. Carl Nicolaus von Gerbel-Embach #6498
273. Juris Alunāns #6513
274. Krišjānis Barons #6515
275. Pjotr Dmitrijewitsch Boborykin #6528
276. Julius von Eckardt #6544
277. Ferdinand Justius Luther #6579
278. Franz Karl Theodor Guillemot de Villebois #6589
279. Karl-Georg Emil Heubel #6591
280. Bernhard Körber #6603
281. August von Miaskowski #6666
282. Karl Walcker #6681
283. Friedrich Gustav Bienemann #6706
284. Theophil Bienert #6723
285. Wladimir Michailowitsch Kernig #6727
286. Eduard Dobbert #6731
287. Karl Neumann #6770
288. Georg Carl Maria von Seidlitz #6821
289. Karl Eduard Erdmann #6831
290. Hermann Benrath #6846
291. Heinrich Diederichs #6868
292. Ernst Heinrich von der Brüggen #687a
293. Victor von Richter #6907
294. Alexander Anton Rosenberg #6914
295. Alexander Goette #6921
296. Friedrich von Meyendorff #6925
297. Jakob Hurt #7007
298. Victor von Dittmann #7090
299. Oswald Schmiedeberg #7178
300. Emil Woldemar Rosenberg #7179
301. Eduard Nikolai von Middendorff #7187
302. Ernst Carl von der Brüggen #7237
303. Edmund Russow #7248
304. Hermann Eduard von Holst #7277
305. Carl Hiekisch #7295
306. Carl Blum #7302
307. Julius Müthel #7314
308. Alexander von Weiss #7316
309. Nikolai von Glehn #7320
310. Oskar Brackmann #7332
311. Gustav Otto #7335
312. Nikolai Kleinenberg #7344
313. Pawel Pawlowitsch Kulberg #7349
314. Reinhold Wilhelm von Walter #7357
315. Georg Treu #7375
316. Julius Walter #7405
317. Emanuel Severin #7470
318. Richard Hausmann #7491
319. Friedrich Amelung #7510
320. Richard Otto Zoepffel #7545
321. Oscar von Gebhardt #7554
322. Eduard Kurtz #7602
323. Paul von Kügelgen #7695
324. Gustav von Bunge #7722
325. Christoph Friedrich Conrad von Ditmar #7733
326. Eduard Thraemer #7745
327. Daniel von Lemm #7787
328. George Thoms #7790
329. Roman Romanowitsch Rosen #7876
330. Otto Arthur von Grünewaldt #7912
331. Carl Rottermund #7915
332. Theophil Gaehtgens #7937
333. Andreas Ascharin #7988
334. Nikolai Anderson #7993
335. Heinrich Rosenthal #8016
336. Carl von Reyher #8019
337. Konrad Freifeldt #8070
338. Arthur Poelchau #8080
339. Edmund von Bruiningk #8106
340. Arved Konrad von Brasch #8149
341. Anton Buchholtz #8163
342. Eugen Edmund Erbe #8185
343. Nathanael Bonwetsch #8186
344. Hermann Friedrich von Schrenck #8213
345. Wilhelm Hoerschelmann #8223
346. Constantin Georg Alexander Winkler #8226
347. Hermann Clemenz #8252
348. Leonid Alexandrowitsch Arbusow #8271
349. Otto Seeck #8296
350. Theodor Schiemann #8305
351. Carl Friedrich Glasenapp #8314
352. Hermann von Bruiningk #8339
353. Gangolf von Kieseritzky #8344
354. Joseph Girgensohn #8347
355. Konstantin Höhlbaum #8395
356. Simon Unterberger #8420
357. Alexander Freytag von Loringhoven #8445
358. Hugo Treffner #8492
359. Elieser Traugott Hahn #8509
360. Woldemar von Seidlitz #8522
361. Axel Harnack #8535
362. Adolf von Harnack #8536
363. Georg Dehio #8549
364. Woldemar von Knieriem #8563
365. Burchard von Oettingen #8568
366. Eduard Reinhold Stelling #8571
367. Erich Harnack #8592
368. Maximilian Reinhold Karl von Güldenstubbe #8602
369. Wilhelm Stieda #8608
370. Otto Bernhard von Budberg-Bönninghausen #8618
371. Wolfgang Schlüter #8683
372. Arnold Hasselblatt #8700
373. Leopold von Schroeder #8707
374. Karl Dehio #8710
375. Edmund Friedrich Gustav von Heyking #8717
376. Karl Schlau #8731
377. Oskar Stavenhagen #8781
378. Guido Pingoud #8784
379. Aleksander Eduard Thomson #8820
380. Adolf Pilar von Pilchau #8824
381. Alexander von Bunge #8827
382. Adolf von Strümpell #8843
383. Alexander Evgenievic Karl Leo von Lagorio #8847
384. Georg von Petersenn #8854
385. Harald von Toll #8861
386. Peter von Bradke #8877
387. Ludwig Zimmermann #8905
388. Oskar Lieven #8915
389. Theodor von Richter #8937
390. Wilhelm Ostwald #9105
391. Alphons Thun #9113
392. Johannes Klinge #9134
393. Hermann von Struve #9149
394. Heinrich Leonhard Adolphi #9156
395. Otto Eichelmann #9259
396. Nikolai Iwanowitsch Lunin #9271
397. Nicolai von Ruckteschell #9337
398. Alexander Peter Eduard von Buxhoeveden #9365
399. Gustav von Hirschheydt #9369
400. Karlos Matthias Ludwig von Buxhoeveden #9447
401. Paul Fromhold-Treu #9456
402. Wilhelm Petersen #9464
403. Alexander von Tobien #9477
404. Alexander Enmann #9494
405. Harry Jannsen #9521
406. Eugen Friedrich Reinhold Jannsen #9522
407. Martin Lipp #9523
408. Gregor von Glasenapp #9566
409. Karl August Hermann #9657
410. Arend Buchholtz #9674
411. Eugen Berg #9686
412. Erwin Heinrich Bauer #9692
413. Wilhelm Kaspar #9701
414. Samuel Keller #9731
415. Bernhard von Hollander #9760
416. Otto Harnack #9784
417. Eduard von Keyserling #9812
418. Franciszek Ludwik Neugebauer #9834
419. Alexander Bernewitz #9836
420. Kārlis Mīlenbahs #9897
421. Ernst Gustav Leyst #9926
422. Ludwig von Struve #9928
423. Victor von Andrejanoff #9977
424. Xaver Marnitz #10002
425. Rudolf Winkler #10004
426. Ludwig von Marnitz #10005
427. Eduard von Transehe-Roseneck #10076
428. Emanuel Hugo Eugen Ottokar von Aderkas #10094
429. Ernst von Stern #10162
430. Eduard von Toll #10215
431. Maximilian Boehm #10223
432. Otto von Büngner #10233
433. Alexander Bergengrün #10242
434. Alexander von Rahden #10266
435. Jaan Bergmann #10281
436. Gustav Cleemann #10349
437. Carl Friedrich von Stern #10358
438. Rudolf Kallas #10390
439. Reinhold Seeberg #10410
440. Johannes Toepffer #10416
441. Joseph Heinrich von Schomacker #10436
442. Werner Zoege von Manteuffel #10446
443. Gustav Tammann #10640
444. Philipp Strauch #10659
445. Rudolf Karl von Freymann #10681
446. Wilhelm Kentmann #10715
447. Karl Moltrecht #10719
448. Arthur Walter #10722
449. Friedrich Gustav Bienemann #10732
450. Matthias Johann Eisen #10736
451. Karl Alexander von Winkler #10772
452. Józef Weyssenhoff #10798
453. Theodor Molien #10819
454. Hans von Reyher #10869
455. Johannes Heinrich Luther #10882
456. Albert Grühn #10928
457. Hermann Stillmark #10988
458. Peter Schalfejew #11005
459. Eduard von Dellingshausen #11011
460. Ernst Fromhold-Treu #11015
461. Friedrich Georg von Bunge #11017
462. Juliusz Bursche #11034
463. Paul von Bistram #11169
464. Ludwig Johannes Tschischko #11178
465. Theodor Scheinpflug #11253
466. Adolph von Gernet #11282
467. Theodor Taube #11321
468. Otto Moritz von Grünewaldt #11361
469. Eduard Brückner #11363
470. Andreas von Tuhr #11397
471. Villem Reiman #11461
472. Ernst Seraphim #11489
473. Wilhelm von Seeler #11494
474. Alexander Pridik #11579
475. Eugen Pridik #11580
476. Eberhard Savary #11623
477. Arthur Malmgren #11626
478. Oskar Wulff #11649
479. Sidney von Wöhrmann #11696
480. Friedrich von Falz-Fein #11765
481. Wincenty Lutosławski #11782
482. Moritz Wilhelm Paul Schwartz #11785
483. Alexander Issajewitsch Braudo #11788
484. Martin Sihle #11803
485. Walter von Engelhardt #11819
486. Eduard Eckhardt #11859
487. Hermann Pflaum #11868
488. August Robert Seraphim #11895
489. Alexander Hans Bernewitz #11897
490. Johannes Haller #11985
491. Theodor Hoffmann #12016
492. Alfred Seeberg #12018
493. Alfred Geist #12019
494. Nicolaus Busch #12066
495. Hans Bielenstein #12076
496. Arnold von Rutkowski #12077
497. Jakob Johann von Uexküll #12151
498. Reinhold von Wistinghausen #12195
499. Jakob Bernstein-Kohan #12200
500. Otto Maaß #12213
501. Burchard Robert Alexander von Schrenck #12216
502. Hermann von Walter #12232
503. Carl Ballod #12282
504. Heinrich Koppel #12318
505. Piers Bohl #12437
506. Viktor Karl Maximilian von Ditmar #12446
507. Hermann Kersting #12483
508. Adam Jende #12495
509. Karl Schilling #12590
510. Victor von Wilpert #12612
511. August Loeber #12628
512. Mykola Wassylenko #12663
513. Alexander Filippowitsch Samoilow #12668
514. Robert Luther #12707
515. Georges Wrangell #12733
516. Alexander von Bulmerincq #12779
517. Alexander Heinrich Eggers #12806
518. Friedrich Ferdinand Moritz #12819
519. Otto Seesemann #12830
520. Astaf von Transehe-Roseneck #12880
521. Axel von Gernet #12918
522. August Eckhardt #12968
523. Oskar Schabert #12978
524. Richard von Wilpert #13064
525. Hans Seyboth #13081
526. Jaan Poska #13085
527. Woldemar Engelmann #13110
528. Oskar Bidder #13234
529. Otto Magnus von Stackelberg #13237
530. Franciszek Brzeziński #13266
531. Paul von Rautenfeld #13281
532. Arnold Feuereisen #13362
533. Otto Büttner #13450
534. Georg von Rehekampff #13482
535. Oskar Kallas #13487
536. Karl Waegner #13513
537. Paul Rohrbach #13519
538. Theodor Hausmann #13542
539. August Loth #13796
540. Karl Konrad Grass #13832
541. Hans Dragendorff #13841
542. Erwin Gross #13863
543. Viktor Wittrock #13864
544. Ernst Dragendorff #13951
545. Eduard Bornhöhe #13983
546. Jaan Tõnisson #13994
547. Otto Greiffenhagen #14223
548. Wilhelm Taurit #14259
549. Silvio Broedrich #14310
550. Fjodor Iljitsch Dan #14332
551. Peter Harald Poelchau #14390
552. Otto Robert von Grünewaldt #14407
553. Georg Sylvester von Freymann #14414
554. Aleksandrs Dauge #14421
555. Konstantin Uhder #14423
556. Christoph Strautmann #14528
557. Georg Voss #14603
558. Wolfgang Schwartz #14649
559. Andrievs Niedra #14811
560. Voldemārs Zāmuels #14836
561. Richard Alexander Georg Wühner #14912
562. Hermann Friedmann #14922
563. Hans von Rosen #15035
564. Jakob Kukk #15037
565. Teodors Grīnbergs #15039
566. Pawel Nikolajewitsch Maljantowitsch #15106
567. Józef Brudziński #15149
568. Hermann Bergengruen #15167
569. Heinrich Bosse #15194
570. Eduard Paul Benedict Frese #15236
571. Rudolf Gabrel #15240
572. Karl Girgensohn #15273
573. Friedrich Karl Akel #15326
574. Friedrich Seeberg #15396
575. Emil Mattiesen #15435
576. Erhard Schmidt #15529
577. Karl Menning #15554
578. Traugott Hahn #15581
579. Wilhelm Gilbert #15600
580. Oskar Masing #15603
581. Arthur Behrsing #15606
582. Jānis Endzelīns #15612
583. Hans Leesment #15615
584. Carl Hunnius #15616
585. Peter Rosenberg #15676
586. Johannes von Walter #15758
587. Paul von Kügelgen #15759
588. Gerhard von Keußler #15761
589. Ernst Brasche #15797
590. Eduard Maaß #15799
591. Robert Bierich #15809
592. Konstantin Päts #15824
593. Carl Immanuel Philipp Hesse #15832
594. Alexander von Staël-Holstein #15904
595. Johan Kõpp #16092
596. Heinrich Nikolai Bauer #16122
597. Jānis Zālītis #16147
598. Axel von Freytagh-Loringhoven #16306
599. Walther Paucker #16310
600. Carlo von Kügelgen #16373
601. Paul Wachtsmuth #16482
602. Petras Avižonis #16520
603. Johannes Beermann #16694
604. Friedrich Kentmann #16695
605. Wilhelm Räder #16696
606. Nikolai Kirjakowitsch Piksanow #16806
607. Daniel Haase #16950
608. Hermann Graf Keyserling #16958
609. Carl Johann von Freymann #16962
610. Pjotr Wladimirowitsch Karpowitsch #17133
611. Harald Cosack #17180
612. Edgar Tatarin-Tarnheyden #17322
613. Dmitri Konstantinowitsch Selenin #17426
614. Karl Wolfgang Rudolf von Reyher #17432
615. Eduard Sõrmus #17518
616. August Hanko #17598
617. Jonas Biliūnas #17661
618. Julius Busch #17891
619. Edmund Bursche #17896
620. Kazimieras Venclauskis #17983
621. Aleksander Prystor #18016
622. Adolf Graf #18084
623. August Osvald Westrèn-Doll #18094
624. Roman August Adelheim #18109
625. Leo von Kügelgen #18115
626. Hermann Koch #18133
627. Gustav Manitius #18368
628. Nikolai Nilowitsch Burdenko #18444
629. Gottlieb Ast #18515
630. Reinhold von Walter #18541
631. Jaan Lattik #18543
632. Nicolai Hartmann #18561
633. Leo Bruhns #18562
634. Erhard Doebler #18566
635. Leonid Arbusow #18577
636. Pawel Iwanowitsch Lebedew-Poljanski #18712
637. Johannes Aavik #18748
638. Paul Freiherr von der Osten-Sacken #18923
639. Arthur von Ungern-Sternberg #19003
640. Hans Rebane #19006
641. Johannes Schleuning #19176
642. Fedir Schwez #19250
643. Gustav Suits #19432
644. Heinz Fenner #19441
645. Ēriks Mārtiņš Feldmanis #19464
646. Karl Wagner #19479
647. Benno Ottow #19497
648. Georg Adelheim #19505
649. Immanuel Winkler #19669
650. Hugo Hahn #19691
651. Max Moissejewitsch Gubergriz #19725
652. Arved von Schultz #19785
653. Ralf Johannes Ferdinand Luther #19975
654. Aleksandras Žilinskas #20260
655. Villem Grünthal-Ridala #20262
656. Erich Schoenberg #20376
657. Anatoli Wassiljewitsch Bakuschinski #20397
658. Edgar Haßmann #20499
659. Alexander Baron Engelhardt #20506
660. Fred Ottow #20513
661. Robert Artur Holst #20517
662. Nikolaus Heinrich von Transehe #20547
663. Herbert Girgensohn #20550
664. Max Bock #20679
665. Johannes Peter Letzmann #20697
666. Wilhelm Schlau #20710
667. Hugo Bernhard Rahamägi #20723
668. Siegfried von Sivers #21156
669. Theodor Ferdinand Alexander Winkler #21369
670. Julius Genss #21469
671. Siegfried von Vegesack #21702
672. Jüri Vilms #22103
673. Herbert Hahn #22255
674. A. H. Tammsaare #22337
675. Leo von zur Mühlen #22463
676. Bernhard Linde #22470
677. Zygmunt Michelis #22540
678. Werner Hasselblatt #22551
679. Steponas Rusteika #22717
680. Sigismund von Radecki #22829
681. Władysław Raczkiewicz #22910
682. Ferdinand von Uexküll-Güldenband #23022
683. Herbert Bernsdorff #23031
684. Wilhelm Neander #23089
685. Werner Gruehn #23226
686. Axel Kallas #23552
687. Adam Bachmann #23639
688. Axel de Vries #23704
689. Heinrich Laakmann #23785
690. Wilhelm Grüner #23967
691. Apolinary Szeluto #23442
692. Julius Mark #24089
693. Alexander Henning #24098
694. Helmuth Stegman #24145
695. Gustav Birth #24160
696. Šalom Dvolajckij #24165
697. Andrus Saareste #24449
698. Edgar Krahn #24455
699. Eugen von Grosschopff #24470
700. Albert Bauer #24473
701. Jaan Roos #24522
702. Alfred Kleindienst #24597
703. Eduard Steinwand #24614
704. Antanas Merkys #24663
705. Gerhard Kress #24759
706. Radaslau Astrouski #24833
707. Paul Kogerman #25127
708. Hans Brandenburg #25218
709. Harry Marnitz #25239
710. Konstantin von Haffner #25275
711. Peeter Tarvel #25344
712. Hans Kruus #25606
713. Wilhelm Riemschneider #25732
714. Ferdinand Linnus #26215
715. Boris von Bodisco #26274
716. Karolis Požėla #26304
717. Waldemar Thomson #26525
718. Walter Kikuth #27312
719. Ralf Brockhausen #27770
720. Hans Demme #27827
721. Reinhold von Sengbusch #27834
722. Hugo Kukke #27862
723. Henrik Visnapuu #27902
724. Gerhard Graubner #28984

## Belege
- Album Academicum der Kaiserlichen Universität Dorpat, 1889, für die Matrikelnummern bis 14331
- Album Academicum Universitatis Tartuensis, 1986, 1987, 1988, für die Matrikelnummern ab 14331